# فيليس ديفيس
فيليس ديفيس (بالإنجليزية: Phyllis Davis)‏ هي ممثلة أمريكية، ولدت في 17 يوليو 1940 في الولايات المتحدة، وتوفيت بنفس المكان في 27 سبتمبر 2013 بسبب سرطان.

## أعمال

### أفلام
- (1994) شرطي بيفرلي هيلز 3[2][3]

## وصلات خارجية
- فيليس ديفيس على موقع IMDb (الإنجليزية)
- فيليس ديفيس على موقع ألو سيني (الفرنسية)
- فيليس ديفيس على موقع أول موفي (الإنجليزية)
- فيليس ديفيس على موقع قاعدة بيانات الأفلام السويدية (السويدية)
- فيليس ديفيس على موقع إن إن دي بي (الإنجليزية)
- فيليس ديفيس على موقع قاعدة بيانات الفيلم (الإنجليزية)
- فيليس ديفيس على موقع كينوبويسك (الروسية)